# E bukura e dheut
E Bukura e Dheut, ovvero la Bella della Terra è una ninfa presente nella mitologia albanese. Le sue sorelle sono E Bukura e Detit (La bella del mare) e E Bukura e Qiellit (La bella del cielo). Essa possiede alcuni attributi della Persefone greca (il regno infero, le creature mostruose che difendono il suo palazzo, affini a Cerbero e all'Idra), ma se ne distanzia molto per altre caratteristiche assenti nel mito antico, e per le diverse origini.
Essa è, come lascia intuire il nome, la bellezza personificata, ed è rappresentata con una lunga chioma bionda; talvolta è tuttavia raffigurata nera di pelle, forse per motivi simbolici legati alla sua dimora; si tratta di uno spirito buono o (più spesso) malvagio, dotato di poteri magici dervivanti dalla propria veste, che vive in un palazzo nelle profondità infere della terra (cfr. l'Ade dei Greci), difeso da un cane a tre teste o dalla kulshetra, un drago dotato di sette teste. In molte favole vengono narrati i tentativi di diversi eroi di impadronirsi di una ciocca dei suoi capelli, spesso con risultati inutili, o anche tragici. L'eroe che riesce nell'impresa dovrà poi scampare alle astute manovre con cui lei tenterà di recuperare il maltolto ma, se l'eroe riuscirà a compiere tutte le fatiche richiestegli, la Bella diventerà la sua sposa fedele.
L'espressione viene usata anche con valore antonomastico nel folclore albanese per indicare una donna di bellezza straordinaria, e ancora oggi questo uso sopravvive come comune vezzeggiativo.